# Nyassachromis
Nyassachromis es un género de peces de la familia Cichlidae y de la orden de los Perciformes. Es endémico del lago Malawi en África Oriental.

## Especies
- Nyassachromis boadzulu (Iles, 1960)
- Nyassachromis breviceps
- Nyassachromis leuciscus
- Nyassachromis microcephalus
- Nyassachromis nigritaeniatus
- Nyassachromis prostoma (Trewavas, 1935)
- Nyassachromis purpurans
- Nyassachromis serenus